# Kasper Barfoed
Kasper Barfoed (Kopenhagen, 7 maart 1972) is een Deens filmregisseur.

## Biografie
Barfoed was als kind acteur in de musicalversie van Oliver Twist in het Nørrebro Teater en in Liv Ullmann's debuutfilm Sofie uit 1992. Later ging hij achter de camera werken als regisseur voor reclamespots en regieassistent bij speelfilms. Zijn prijswinnende kortfilm Listetyven leidde in 2004 zijn debuut als filmregisseur in met Min søsters børn i Ægypten. Barfoed regisseerde in 2011 ook 4 afleveringen van de Deense misdaadserie Den som dræber.

## Filmografie
- Listetyven, kortfilm (2003)
- Min søsters børn i Ægypten (2004)
- Tempelriddernes skat (2006)
- Kandidaten (2008)
- The Numbers Station (2013)